# Catada nebrida
Catada nebrida là một loài bướm đêm trong họ Erebidae.